# 相馬剛三
相馬 剛三（そうま ごうぞう、1930年2月10日 - 2004年5月21日）は、日本の俳優。本名は同じ。
秋田県北秋田郡鷹巣町出身。鷹巣農林高等学校卒業。東映俳優センターを経て、晩年は株式会社仕事に所属していた。

## 来歴
高校卒業後、秋田県庁農地部開拓課を経て日本映画学校脚本科を卒業。
1951年、『どっこい生きてる』でデビュー。その後は東映東京撮影所、東映俳優センターに所属し東映製作の映画やテレビ映画を中心に脇役で出演。
1993年には、43年間の俳優生活が評価され、第37回映画の日永年勤続功労章を受賞した。
特技はスキー、東北弁。『特捜最前線』の北海道ロケではスキーの腕前を吹き替えなしで披露した。
2004年5月21日、死去。74歳没。

## 出演

### 映画
- どっこい生きてる（1951年、新星映画社）
- 警視庁物語シリーズ
  - 警視庁物語 七人の追跡者（1958年、東映） - ガソリンスタンド社員
  - 警視庁物語 108号車（1958年、東映） - 石川巡査
  - 警視庁物語 不在証明（1961年、東映） - タクシーの運転手
  - 警視庁物語 12人の刑事（1961年、ニュー東映） - 旅館「くのや」の若い番頭
  - 警視庁物語 19号埋立地（1962年、東映） - 世話人
  - 警視庁物語 ウラ付け捜査（1963年、東映） - 駐在巡査
  - 警視庁物語 全国縦断捜査（1963年、東映） - 四十男
  - 警視庁物語 行方不明（1964年、東映） - 太平皮革・守衛
- 二発目は地獄行きだぜ（1960年） - 警官
- 風来坊探偵シリーズ（1961年、ニュー東映）
  - 風来坊探偵 赤い谷の惨劇 - 男A
  - 風来坊探偵 岬を渡る黒い風 - 堀越の子分B
- ファンキーハットの快男児シリーズ
  - ファンキーハットの快男児（1961年、ニュー東映）
  - ファンキーハットの快男児 二千万円の腕（1961年、東映） - 山田
- 宇宙快速船（1961年、ニュー東映） - 吉富官房長官
- 東京アンタッチャブル（1962年）
- 松本清張のスリラー 考える葉（1962年、東映） - 監察医
- 太平洋のGメン（1962年）
- 恋と太陽とギャング（1962年）
- 海軍（1963年、東映） - 谷真蔵
- 恐喝（1963年）
- 東京アンタッチャブル 脱走（1963年）
- 柔道一代（1963年、東映） - 民衆A
- 五番町夕霧楼（1963年、東映） - 燈全寺役僧1
- 殺人鬼の誘惑（1963年、東映）
- 網走番外地 望郷篇（1965年）
- おんな番外地 鎖の牝犬（1965年）
- 悪魔のようなすてきな奴（1965年、東映） - 石井守衛長
- 愛欲（1966年、東映） - 課長
- 可愛いくて凄い女（1966年）
- カミカゼ野郎 真昼の決斗（1966年、東映） - 矢島嘉市
- 続・おんな番外地（1966年）
- 非行少女ヨーコ（1966年）
- 組織暴力 （1967年、東映）
- 網走番外地 吹雪の斗争（1967年、東映） - 橘の父
- 解散式（1967年） - 愚連隊D
- 陸軍諜報33（1968年、東映） - 潜水艦艦長
- 博徒解散式（1968年、東映） - 刑事
- 代貸（1968年、東映）
- 怪談 蛇女（1968年、東映）
- 夜の歌謡シリーズ 盛り場ブルース（1968年）
- ㊙トルコ風呂（1968年）
- 夜の歌謡シリーズ 伊勢佐木町ブルース（1968年）
- 超高層のあけぼの（1969年、東映） - 霞が関現場守衛
- 昭和残侠伝 死んで貰います（1970年、東映）
- 捨て身のならず者（1970年、東映） - 関
- やくざ刑事 恐怖の毒ガス（1971年、東映） - 岩切の配下
- 新網走番外地 吹雪の大脱走（1971年）
- 女囚さそり 第41雑居房（1972年）
- 新網走番外地 嵐呼ぶダンプ仁義（1972年）
- 夜の女狩り（1972年、東映）
- 銀蝶渡り鳥（1972年、東映） 西村
- 麻薬売春Gメン（1972年、東映） - 坂本課長
- 非情学園ワル 教師狩り（1973年、東映） - 刈田稔
- 0課の女 赤い手錠（1974年、東映） - 所轄署長
- 色情トルコ日記（1974年、東映）
- 少林寺拳法（1975年、東映）
- ウルフガイ 燃えろ狼男（1975年） - 刑事
- けんか空手 極真拳（1975年、東映）
- 実録三億円事件 時効成立（1975年、東映） - 刑事
- 大脱獄（1975年、東映） - 私服刑事
- 仁義の墓場（1975年、東映） - 警官
- 新幹線大爆破（1975年、東映） - 刑事
- トラック野郎シリーズ（東映）
  - トラック野郎・御意見無用（1975年） - 運転手
  - トラック野郎・爆走一番星（1975年） - 上州丸
  - トラック野郎・望郷一番星（1976年） - 風小僧
  - トラック野郎・天下御免（1976年） - 津軽富士
  - トラック野郎・度胸一番星（1977年） - 越光
  - トラック野郎・男一匹桃次郎（1977年） - 地獄丸
  - トラック野郎・突撃一番星（1978年） - 渡鹿野しぐれ
  - トラック野郎・一番星北へ帰る（1978年） - 砂川三太郎
  - トラック野郎・熱風5000キロ（1979年） - 山田
  - トラック野郎・故郷特急便（1979年） - ドライブイン店主
- 男組（1975年、東映） - 水谷補導主任
- 東京ディープスロート夫人（1975年、東映） - 安田
- 男組 少年刑務所（1976年、東映） - 滝沢
- キンキンのルンペン大将（1976年、東映） - 権造
- 暴力教室（1976年、東映） - 警察署長
- 狭山裁判（1976年、部落解放同盟埼玉連合） - 増田秀雄
- 安藤昇のわが逃亡とSEXの記録（1976年、東映） - 刑事
- 人間の証明（1977年、東映） - 霧積温泉旅館の番頭
- 犬神の悪霊（1977年、東映） - 田辺
- 日本の首領 完結篇（1978年、東映） - 松原太一郎
- 二百三高地（1980年、東映） - 豊島陽蔵
- 動乱（1980年、東映 / シナノ企画） - 裁判長
- 野獣死すべし（1980年、角川春樹事務所 / 東映）
- 野菊の墓（1981年、東映） - 嘉吉
- ダンプ渡り鳥（1981年、東映）
- 魔界転生（1981年、東映） - 阿部豊後守
- 誘拐報道（1982年、東映、日本テレビ放送網）
- 蒲田行進曲 （1982年、松竹）
- 天国の駅 HEAVEN STATION（1984年、東映） - 司会者
- 火まつり（1985年、シネセゾン） - 漁師
- 火宅の人（1986年、東映） - 医師
- 首都消失（1987年、KTV / 徳間書店 / 大映）
- イタズ 熊（1987年、こぶしプロダクション） - 雪橇の馭者
- あぶない刑事（1987年、東映）
- ザ・ヒットマン 血はバラの匂い (1991年、東映ビデオ)
- 集団左遷（1994年、東映）
- パルコ フィクション 第1話「パルコ誕生」（2002年）  - 老人
- スパルタの海（2005年、『スパルタの海』管理委員会 / リッチモンド企画）※製作は1983年

### テレビドラマ
- 新七色仮面（1960年）
- 特別機動捜査隊（東映 / NET）
  - 第128話「さすらい」(1964年） - 田所勘太
  - 第345話「濁った大都会の天使」（1968年） - 清水
  - 第378話「美しき鷹」（1969年）
  - 第657話「華麗なる挑戦状」（1974年） - 本間
  - 第677話「十円玉の謎」（1974年） - 巻田
  - 第786話「女子高生と野獣」（1976年） - 加藤
- 悪魔くん（東映 / NET）
  - 第10話「シバの大魔神」（1966年） - 矢島探検隊長
  - 第17話「黒猫館」（1967年） - お婆婆
  - 第21話「化石人」（1967年） - 山岳パトロールの一員
- キャプテンウルトラ（1967年、東映 / TBS）
  - 第1話「バンデル星人襲来す」 - X2号船長
  - 第15話「コメット怪獣ジャイアンあらわる」 - 市長
  - 第22話「怪獣軍団あらわる!!」、第23話「くたばれ怪獣軍団!!」 - タキグチ司令官
- ジャイアントロボ（東映 / NET）
  - 第4話「妖獣ライゴン」（1967年） - ハシル支部長（ユニコーンアラブ支部）
  - 第20話「SOSジャイアントロボ」（1968年） - 原子力センター主任
  - 第24話「細菌虫ヒドラゾーン」（1968年） - プロフェッサー
- 忍者ハットリくん+忍者怪獣ジッポウ 第14話「天下の名馬は流石でござる」（1967年、東映 / NET） - ヤブタの部下
- キイハンター（東映 / TBS）
  - 第12話「幽霊船が呼んでいる」（1968年） - 料金所係員
  - 第23話「必死の逃亡 1:3」（1968年） - 山荘の主人
  - 第25話「現金を怖がる泥棒」（1968年）
  - 第29話「その名は女番外地」（1968年）
  - 第34話「墓を掘る殺し屋たち」（1968年）
  - 第49話「宝石と女の殺し屋」（1969年）
  - 第53話「皆殺しの標的」（1969年）
  - 第64話「がい骨抱いて珍道中」（1969年）
  - 第74話「大渓谷に着陸せよ」（1969年）
  - 第84話「殺人狂騒曲」（1969年）
  - 第89話「国際殺人銀行 奇襲作戦」（1969年）
  - 第90話「殺し屋たちのクリスマスイブ」（1969年）
  - 第91話「サギと殺しの集団旅行」（1969年）
  - 第99話「ガイ骨はスキーがお上手」（1970年）
  - 第100話「妖婆と宝石泥棒」（1970年）
  - 第102話「女の死刑実験室」（1970年）
  - 第133話「私の首を返して頂だい」（1970年）
  - 第141話「殺し屋大統領お手やらかに」（1970年）
  - 第147話「暗殺団と強盗団 スキーで珍道中」（1971年）
  - 第160話「墓場に消えた現金輸送車」（1971年）
  - 第178話「南の国へヌードで新婚珍道中」（1971年）
  - 第179話「さすらいの一匹狼荒野の挑戦」（1971年）
  - 第181話「死体が私を殺しに来た!」（1971年）
  - 第184話「決斗！大雪渓のダイヤモンド作戦」（1971年）
  - 第244話「拳銃P-007大捜査網」（1972年）
  - 第248話「殺し屋ども、何人でも来い!」（1972年）
  - 第257話「世界のギャング日本上陸」（1973年） - 幹部B
  - 第260話「生きていた幽霊」（1973年）
  - 第261話「魔女と黒猫が踊る夜」（1973年） - 警官
- 河童の三平 妖怪大作戦（東映 / NET）
  - 第7話「死神小僧」（1968年） - 死神
  - 第17話「妖怪顔なし」（1969年） - 顔なしの声
  - 第21話「妖怪獄卒」（1969年） - 獄卒の手下
- 青空にとび出せ! 第12話「みんな大嫌い」（1969年、TBS/ 国際放映）
- 怪奇ロマン劇場 第12話「八つ墓村」（1969年、NET/ 東映）
- プレイガールシリーズ（東映 / 12CH）
  - プレイガール
    - 第24話「女の勝負は危険がいっぱい」（1969年）
    - 第30話「恐怖のハネムーン」（1969年）
    - 第46話「銀嶺の対決」（1970年）
    - 第53話「勢揃い温泉芸者」（1970年）
    - 第79話「スリラー 浴室の死美人」（1970年）
    - 第82話「女はきわどく勝負する」（1970年）
    - 第84話「新幹線殺人事件」（1970年）
    - 第93話「死んで肌身が咲くものか」（1971年）- 関口の親戚
    - 第97話「おんな一匹大勝負」（1971年）
    - 第110話「怪談女の髪が濡れるとき」（1971年）
    - 第119話「恐怖の来訪者」（1971年） - 警官
    - 第130話「スリラー・恨みを込めて接吻を」（1971年） - 佐和
    - 第150話「女のあらくれ」（1972年） - 刑事
    - 第170話「女は妖しく勝負する」（1972年）
    - 第182話「たまき撃たる!!」（1972年）
    - 第197話「死んでも離さぬ熱い肌」（1973年）
    - 第206話「銀嶺は復讐の血で燃えた」（1973年） - 支配人
    - 第208話「高校生芸者殺人事件」（1973年）
    - 第214話「ライフルよ乳房を狙え!」（1973年）
    - 第216話「女が恥じらいながら燃える時」（1973年）
    - 第221話「ヌードモデル殺人事件」（1973年） - 煙草屋の主人
    - 第251話「何で私を裸で殺すの!?」（1974年）
    - 第259話「女心を人質に」（1974年）
    - 第279話「トルコ嬢殺人事件」（1974年）
    - 第281話「女の夜の腕くらべ」（1974年） - 夏平
    - 第286話「私にさわると地獄行きよ」（1974年） - 警官A
    - 第287話「男見るべからず プレイガール最後の決闘」（1974年） - ガスマンA

  - プレイガールQ
    - 第5話「ハイティーン残酷私刑」（1974年）
    - 第19話「スリラー・寝室の殺人鬼」（1975年）
    - 第54話「男の弱みに強い女」（1975年)
- ブラックチェンバー 第8話「影の殺人者」（1969年、東映 / CX）
- フラワーアクション009ノ1 （1969年、東映 / CX）
  - 第5話「怪盗ルパンSOS」 - 警官
  - 第12話「バカンスは危険がいっぱい」 - 焼き鳥屋の親爺※ノンクレジット
- ゴールドアイ（1970年、東映 / NTV）
  - 第7話「姿なき殺人者」
  - 第14話「大細菌島」
  - 第20話「ウラン護送車行方不明」 - 警官
- 刑事くん （東映 / TBS）
  - 第1部
    - 第5話「午前6時はふるさと列車」（1971年）
    - 第54話「九月の花嫁」（1972年） - 医師

  - 第2部
  - 第13話「白鳥は強くはばたく」（1973年）
  - 第26話「死ぬまで許すな」（1973年）
- 非情のライセンス（NET→ANB / 東映）
  - 第1シリーズ
    - 第14話「兇悪の愛」（1973年） - 看守
    - 第27話「兇悪な愛の終り」（1973年） - 管理人
    - 第31話「兇悪の報酬」（1973年）

  - 第2シリーズ
    - 第17話「兇悪の誇り」（1975年） - 谷村刑事
    - 第30話「兇悪の入試」 (1975年) - 村田 役
    - 第70話「兇悪の秘め事」（1976年） - 看守長
    - 第80話「兇悪のゆりかご」 (1976年)　- 医者
    - 第90話「兇悪の偽装工作」 (1976年)　- 井口
    - 第96話「兇悪のカムバック」 (1976年)　- 上野山常雄
    - 第104話「背任」（1976年） - 菊地刑事
    - 第105話「美智子」（1976年） - 支店長
    - 第122話「母恋し」（1977年） - 林

  - 第3シリーズ 第17話「兇悪のグラビア・警視庁を売るOL」（1980年）
- 旗本退屈男 第1話「赤い足袋の死体」（1973年、東映 / NET）
- どっこい大作 第49話「君に何ができるか?」（1973年、東映 / NET） - 医者
- アイフル大作戦（東映 / TBS）
  - 第17話「美女の顔紛失事件」（1973年）
  - 第37話「乾杯!恋人に捧げる死体」（1973年）
  - 第43話「スリル満点!ガイ骨のスキー大会」（1974年）
  - 第44話「新婚ホヤホヤ団体旅行」（1974年）
  - 第54話「仁義ある戦い」（1974年）
- イナズマン 第23話「呪いのえのぐが人を溶かす」（1974年、東映 / NET） - 書斎の紳士
- キカイダー01 第35話「振袖娘ビジンダー地獄絵巻」（1974年、東映 / NET） - パン屋の主人
- バーディー大作戦 （東映 / TBS）
  - 第1話「連続ピストル強盗団」（1974年）
  - 第3話「ギャング対Gメン盗聴作戦」（1974年）
  - 第4話「シャレコウベは女の顔」（1974年）
  - 第11話「真夏の海 殺しの請負業」（1974年）
  - 第13話「俺たちはダーディハリー3」（1974年） - ガソリンスタンド店長
  - 第19話「幽霊と同棲する女」（1974年） - 杉山医師
  - 第21話「刑事ボロンボ 花嫁交換殺人事件」（1974年）
  - 第24話「警官ギャング」（1974年）
  - 第30話「グラマー殺し屋部隊」 (1974年） - 医師
  - 第33話「ジングルベルは殺しのテーマ」（1974年） - 医師
  - 第34話「年忘れ新婚除夜の鐘」（1974年） - 小林 ※ノンクレジット
  - 第34話「“1975”白銀に舞う大アクション!」（1975年） -  日野
  - 第37話「ヌードモデル コネクション」（1975年）
  - 第38話「結婚前夜! 吹雪の中の殺人」（1975年）
  - 第39話「連続殺人! 女の事件簿」（1975年）
  - 第45話「サラリーマン現金強盗団」（1975年） - 医師
- Gメンシリーズ（東映→近藤照男プロ / TBS）
  - Gメン'75
    - 第6話「コルト自動拳銃1911A1」（1975年） - 蕎麦屋のおやじ  ※ノンクレジット
    - 第10話「大空の身代金」（1975年） - 村木
    - 第16話「Gメン皆殺しの予告」（1975年）
    - 第21話「ニューヨーク市警黒人刑事」（1975年） - 保税倉庫係員
    - 第22話「警視庁殺人課」（1975年） - 科警研係員
    - 第35話「豚箱の中の刑事」（1976年） - 墓地の住職
    - 第39話「ギャングに呼ばれた刑事」（1976年） - 羽田の埋め立て業者
    - 第46話「白バイ警官連続射殺事件」（1976年） - 古屋巡査
    - 第49話「土曜日21時のトリック」（1976年） - 簡易宿泊所の主人
    - 第61話「沖縄に響く痛恨の銃声」（1976年） - 新里兄弟の父親
    - 第63話「拳銃を撃てない警官」（1976年） - 刑事
    - 第64話「逃亡刑事」（1976年） - 辻堂署刑事課捜査係長
    - 第67話「部長刑事暗殺」（1976年） - 千葉病院手術医
    - 第69話「ひき逃げ白バイ警官」（1976年） - 警視庁第8方面第7警察寮寮長
    - 第75話「刑事を捨てた刑事」（1976年） - ビル守衛
    - 第79話「24749の遺体」（1976年） - ラーメン屋店主
    - 第81話「灰色高官殺人事件」（1976年） - 高木千代子の父
    - 第90話 「スキー場首吊り殺人事件」（1977年）- パトロール隊員
    - 第107話「俺のスーパーカーの葬式」（1977年） - 修理工場長
    - 第109話「新東京国際空港の悪霊」（1977年） - 車解体屋社長
    - 第111話「Gメン対県警 女子大生殺し」（1977年） - 工務店主人
    - 第124話「連続誘拐事件・後編 極秘作戦 逆探知」（1977年） - 鑑識課員
    - 第132話「Gメン 恐怖の四日間」（1977年）
    - 第133話「死体の首を折る男」（1977年）
    - 第142話「エレベーター密室殺人事件」（1978年） - ニュープラザビル警備員
    - 第144話「雪原に消えた13人の乗客」（1978年） - バス運転手
    - 第159話「刑事が銃殺されるとき」（1978年） - 東昭銃器製作所大高工場守衛
    - 第167話「交通違反者の復讐」（1978年） - 真一の父親
    - 第168話「夏祭りの夜の悲劇」（1978年） - 守衛
    - 第172話「大空のギャング」（1978年） - 新島署署長
    - 第179話「警察署署長室ジャック」（1978年） - 北山の父親
    - 第187話「爆弾を持ったサンタクロース」（1978年） - おでん屋
    - 第192話「バラバラ殺人事件」（1979年）
    - 第195話「プロ野球殺人事件」（1979年） - 山室真の父親
    - 第197話「非行少女ミキ」（1979年）
    - 第200話「大空港の幽霊」（1979年） - 運転手
    - 第207話「婦人警官連続射殺事件」（1979年） - 捜査員
    - 第209話「女が見ていた焼殺事件」（1979年） - 監察医務医
    - 第213話「ニューカレドニアの逃亡者」（1979年） - 国友商事運転手
    - 第222話「大暴走! バスジャック」、第223話「バスジャック対四人の狙撃者」（1979年） - 島崎五十助
    - 第232話「幽霊殺人」（1979年） - 鹿児島県警刑事
    - 第241話「囚人護送」（1980年） - 奥山町駅前旅館主人
    - 第245話「浴槽の死美人」（1980年） - ブルースカイコーポ管理人
    - 第252話「15年前の女の死体」（1980年） - ラーメン屋主人
    - 第259話「銭湯帰りのOL殺人事件」（1980年） - 問屋店長
    - 第261話「初夏の夜 女の部屋に忍ぶコソ泥」（1980年） - 目撃者
    - 第271話「警察署パトカー盗難事件」（1980年） - 駐在の巡査
    - 第276話「夜蠢く女の骸骨」（1980年） - 一本杉駐在所の巡査
    - 第298話「ヌードカメラマン殺人事件」（1981年） - 科学捜査室員
    - 第309話「15年も生きていた死体」（1981年） - おでん屋台のおやじ

  - Gメン'82 第6話「サラ金に来た雨合羽の男」（1982年） - 島耕一郎
- 正義のシンボル コンドールマン 第16話「絶体絶命! コンドールマン」（1975年、東映 / NET） - 田島部長
- 燃える捜査網 第10話「刑事なんか大嫌い!」（1975年、NET / 東映）
- がんばれ!!ロボコン（東映 / NET）
  - 第62話「セカリゴーン!! いそがし大騒動」（1975年） - ノボルの父
  - 第71話「ショックラコン!! ロボパーもらった大金賞」（1976年） - 遊園地園長
  - 第89話「ウラクララ!! 不思議なコロポックル」（1976年） - 大川重信
  - 第105話「ドヒャリンコ! このガラクタをどうする?!」（1976年） - ちり紙交換
  - 第114話「ギックラコ!! 怪人二面相だ!!」（1977年） - 住職
- ベルサイユのトラック姐ちゃん 第13話「女は捨て身で勝負する」（1976年、東映 / NET）
- 宇宙鉄人キョーダイン（1976年、東映 / MBS）
  - 第17話「勝負だ! 死のX作戦」 - 天田教授
  - 第25話「氷地獄だ!! 恐怖の冷凍怪物!!」 - 橋本博士
  - 第32話「その正体は?!恐ろしくステキな先生」 - 校長先生
- ザ・カゲスター 第17話「恐怖の殺人鬼 ハエドブラ作戦!」（1976年、東映 / NET） - 医師
- ぐるぐるメダマン 第6話「うみぼうず突然変身」（1976年、東映 / 12ch） - タクシーの運転手
- 5年3組魔法組 第14話「魔法で相撲だハッケヨイ!」（1976年、東映 / NET）
- 大鉄人17（1977年、東映 / MBS） - 政府高官 
  - 第2話「地上最大の巨人頭脳」
  - 第11話「ブレインから来た招待状」
  - 第12話「決死! ブレイン大爆破」
- 特捜最前線（東映 / ANB）
  - 第2話「故郷より愛をこめて」（1977年） - 坂本
  - 第13話「愛・弾丸・哀」（1977年）
  - 第27話「跳弾 その愛のゆくえ」（1977年）
  - 第34話「コルト22口径の沈黙」（1977年）
  - 第47話「射殺魔・20歳のメモリー!」（1978年）
  - 第53話「背番号のない刑事!」（1978年）
  - 第72話「指名手配・再会した女!」（1978年）
  - 第86話「死んだ男の赤トンボ!」（1978年）
  - 第97話「追跡I・白銀に消えた五億円!」・第98話「追跡II・愛と死の大雪原!」（1979年）
  - 第114話「サラ金ジャック・誘拐犯桜井刑事!」（1979年）
  - 第118話「子供の消えた十字路」（1979年）
  - 第131話「6000万の美談を狩れ!」（1979年）
  - 第138話「警視庁窓際族!」（1979年）
  - 第143話「殺人伝言板・それぞれのクリスマス!」（1979年）
  - 第152話「手配107・凧をあげる女!」（1980年）
  - 第157話「ドレスメーカー女学院強盗事件!」（1980年）
  - 第163話「ああ三河島・幻の鯉のぼり!」（1980年）
  - 第172話「乙種締状指紋の謎!」（1980年）
  - 第191話「ジングルベルを聴く婦警!」（1980年）
  - 第198話「レイプ・似顔絵を描く女!」（1981年）
  - 第206話「アイドル歌手恐喝事件!」（1981年）
  - 第227話「警視庁を煙にまく男!」（1981年）
  - 第236話「深夜便の女!」（1981年）
  - 第246話「魔の職務質問!」（1982年）
  - 第251話「午後10時13分の完全犯罪!」（1982年）
  - 第260話「逮捕志願!」（1982年）
  - 第267話「裸足の女警部補!」（1982年）
  - 第283話「或る疑惑!」（1982年）
  - 第289話「死んだ筈の女!」（1982年）
  - 第294話「母のメロディーが聞こえた!」（1983年）
  - 第304話「炎の女 瓢湖からのたずね人!」・第305話「炎の女II 哀切の雪祭り!」（1983年）
  - 第319話「一億円と消えた父!」（1983年）
  - 第331話「小さな紙吹雪の叫び!」（1983年）
  - 第353話「特別病棟の女!」（1984年）
  - 第384話「偽装結婚・マトリョーシカを持つ女!」（1984年）
  - 第404話「殺意をよぶダイヤルナンバー!」（1985年）
  - 第417話「誘拐ルート・5時間の追跡!」（1985年）
  - 第427話「複数誘拐・子供たちは何処へ!」（1985年）
  - 第449話「挑戦・炎の殺人トリック!」（1986年）
  - 第471話「死に憑かれた女!」（1986年）
  - 第496話「魔のクリスマスプレゼント!」（1986年）
- ロボット110番 第22話「ついにやったぞ大手柄」（1977年、東映 / NET） - 刑事
- スーパー戦隊シリーズ（東映 / ANB）
  - ジャッカー電撃隊 第31話「赤い衝撃! スパイは小学四年生」（1977年） - 信太の父
  - バトルフィーバーJ（1979年）
    - 第1話「突撃!!球場へ走れ」 - ペットショップのおやじ
    - 第25話「撮影所は怪奇魔境」 - 監督

  - 電子戦隊デンジマン 第25話「虎の穴は逃走迷路」（1980年） - 礼子の父
  - 大戦隊ゴーグルファイブ 第43話「死闘! 小判争奪戦」（1982年） - 野熊鹿三
- 透明ドリちゃん 第3話「涙のラーメン勝負」（1978年、東映 / ANB） - コーチ
- がんばれ!レッドビッキーズ 第1話「私は野球の女監督」（1978年、東映 / ANB）
- 消えた巨人軍（1978年、東映 / NTV） - 新中央署刑事
- スパイダーマン（東映 / 12ch） 
  - 第28話「駅前横町の少年探偵団」（1978年） - 和子の父
  - 第40話「さらばゼロ戦の謎」（1979年） - 西村
- 土曜ワイド劇場（ANB）
  - 松本清張の聞かなかった場所（1979年、東映） - 春田次郎
  - 0計画を阻止せよ（1979年、ABC / 東映）
  - 「運命の旅路 謎の特急出雲1号」（1980年、東映）
  - 松本清張の小さな旅館（1981年）
  - 松本清張の地方紙を買う女（1981年、東映）
  - 恋人交換殺人事件（1982年、東映）
  - 釣部渓三郎の推理・奥多摩殺人渓谷（1982年、東映） - 今西巡査※山岳指導も担当
  - 松本清張の「断線」（1983年、東映）
  - 松本清張の葦の浮船（1984年、東映）
  - 西村京太郎トラベルミステリー（東映）
    - 第5作「東北新幹線殺人事件」（1984年）
    - 第28作「特急ゆふいんの森殺人事件」（1995年） - 前田医師

  - 京都再婚旅行殺人事件（1988年）※相馬剛造名義
  - 阿寒湖マリモ殺人事件　姉の死は自殺!?６年目に解き明かす湖畔の疑惑!!（1989年、ABC / 東京映画新社）
  - 終着駅シリーズ 第1作「終列車」（1990年、東映） - 金物店主人
  - 女弁護士 朝吹里矢子（東映） - 裁判長
    - 第12作「相続放棄の謎」（1991年）
    - 第13作「選ばれた“衝動殺人”」（1992年）

  - 駅弁探偵殺人事件 第1作「婚前カップルとヌードギャルの北陸グルメ旅 美人旅役者三姉妹に魔の手が! 〜秘湯大牧温泉・輪島朝市〜」（1992年、東映 / ABC） - 北能登食品社長
  - 眠りの森の美女殺人事件（1993年） - 斎藤医師
  - タクシードライバーの推理日誌 第4作「幸福の代償 妻と別れたい男の殺人契約!?」（1994年） - 仏具店店主
  - 作家 小日向鋭介の推理日記 第2作「呪われた文学賞・受賞の報告は殺人予告!? 三人の美人作家が描く母の思い出に連続殺人の秘密が…」（1999年） - 山田先生
  - 江戸ッ子探偵殺人案内 第2作「東おとこに京おんな殺人事件・連続通り魔が仕組んだ罠!中年寿司屋とおさな妻の名推理」（1999年、松竹）
- ザ・スーパーガール （12ch / 東映）
  - 第14話「白昼の悪夢 レイプされた人妻は?」（1979年） - ビル管理人
  - 第24話「人妻売春・女が泣いたレイプの罠」（1979年）
  - 第33話「人妻蒸発 裏切りの肌は燃えて」（1979年） - 守衛
  - 第34話「人妻告白 二人の夫を持つ女」（1979年）
  - 第38話「結婚詐欺 誘惑の甘いメロディー」（1979年）
  - 第41話「女の肌は三億円の秘密金庫」（1980年）
  - 第44話「夜の手配師・女は月曜に嘘をつく」（1980年） - いづみ食堂主人
  - 第51話「時限爆弾 タイムリミット1分前」（1980年） - 安田
- 大都会 PARTIII 第47話「脅迫者を消せ」（1979年、石原プロ / NTV）
- 遠山の金さん 第2シリーズ 第26話「幸せにまっしぐら」（1979年、東映 / ANB） - 明石屋六左ヱ門
- 日曜サスペンス標的（1979年、アズバーズ / KTV）
- 森村誠一シリーズII 野性の証明（1979年、角川春樹事務所 / MBS） - 相馬（羽代新報の古参社員）
- 騎馬奉行 第16話「殺人予告! 地獄からの挑戦」（1980年、東映 / KTV）
- 花よめは16歳 第28話「え!! ミチに赤ちゃんが!?」（1980年、東映 / ANB）
- 西部警察シリーズ（石原プロ / ANB）
  - 西部警察（1980年）
    - 第36話「燃える導火線」 - 木戸工場長
    - 第47話「笛吹川有情」 - 温泉病院医師

  - 西部警察 PART-III 第21話「PM3・消えた一億円」（1984年） - 富山正
- 長七郎天下ご免! （東映 / ANB）
  - 第53話「かりそめの花嫁衣裳」（1980年） - 喜兵衛
  - 第73話「母の祈りの祭り太鼓」（1981年） - 久兵衛
  - 第87話「秋の螢 暴れ遊女お仙」（1981年） - 医者
  - 第108話「見ざる言わざる父娘（おやこ）ざる」（1982年） - 辰吉
- 仮面ライダーシリーズ（東映 / MBS）
  - 仮面ライダー (スカイライダー)
    - 第6話「キノコジン 悪魔の手は冷たい」（1979年） - 院長
    - 第13話「アリジゴクジン 東京大爆発3時間前」（1979年） - 今井博士
    - 第21話「ストロンガー登場 2人ライダー対強敵2怪人」（1980年） - 金山

  - 仮面ライダースーパー1 第27話「子供の味方! チャイルドXの正体は?」（1981年） - 書店主人
- 大激闘マッドポリス'80 第13話「スカイライダー大作戦」（1980年、東映 / NTV） - 服部刑務所長
- 爆走! ドーベルマン刑事（1980年、東映 / ANB）
  - 第5話「アレックス・完全犯罪に挑戦!」 - 守衛
  - 第10話「大爆破3秒前」 - アパートの大家
- ミラクルガール 第17話「一億円を拾った女」（1980年、12ch / 東映)
- 悪党狩り 第9話「鬼がつかんだ風車」（1980年、松竹 / 藤映像コーポレーション / TX） - 周蔵
- ザ・ハングマンシリーズ（松竹芸能 / ABC）
  - ザ・ハングマン 第28話「強盗を飼う警部」（1981年） - 東和銀行城北支店長
  - ザ・ハングマンII（1982年）
    - 第9話「仮病の悪、大手術いびり出し作戦」 - 伊沢病院警備員
    - 第23話「女帝と社長の色と欲 ニセ秘宝展をあばけ」
- 桃太郎侍（1981年、NTV / 東映）
  - 第225話「桃太郎一家全員失業!」 - 伊勢屋
  - 第237話「べらんめえ箱入り娘」
- 銭形平次（CX / 東映）
  - 第773話「めぐり逢ったふたり」（1981年） - 茂兵ヱ
  - 第810話「なにわの彦六捕物帳」（1982年） - 越中屋
  - 第822話「玄界灘に銭が飛ぶ」（1982年） - 橘屋
- 水曜劇場 / 二百三高地 愛は死にますか（1981年、東映 / TBS）
- 影の軍団シリーズ（東映 / KTV）
  - 影の軍団II
    - 第1話「眼には眼を」（1981年） - 甚助
    - 第18話「夜霧に啼く黒い狼」（1982年） - 石川長門守

  - 影の軍団III 第8話「おんな牢に潜入せよ」（1982年）
- 暴れん坊将軍シリーズ（東映 / ANB）
  - 吉宗評判記 暴れん坊将軍　第197話「河豚より怖し小判鮫」（1982年） - 大和屋善右衛門
  - 暴れん坊将軍II
    - 第54話「恐れ多くも婿殿は上様!」（1984年） - 茂平次
    - 第80話「黒髪の刺客 吉宗を狙え!」（1984年） - 井筒屋七兵衛
    - 第149話「あゝ、嫁入り志願三人娘!」（1986年） - 金五郎
    - 第182話「妖艶、因幡の白うさぎ!」（1987年） - 茂兵衛

  - 暴れん坊将軍III
    - 第3話「これぞ庶民の目安箱」（1988年） - 三河屋総兵衛
    - 第30話「泣くな男だ! がまん坂」（1988年） - 中屋市兵衛
    - 第55話「左源太 愛に死す!」（1989年） - 八兵衛
    - SP「危うし将軍の座! 吉宗、試練の目安箱」（1989年） - 長七
- 春の傑作推理劇場 「森村誠一のステレオ殺人事件」(1982年、ANB / 東映）
- 大江戸捜査網（三船プロ / ヴァンフィル / TX）
  - 第544話「甘い誘惑 毒殺人名録」（1982年） - 淀屋
  - 第567話「女郎花恋歌 逃亡の昼と夜」（1982年） - 殿岡信勝
  - 平成版 第1シリーズ 第15話「命がけの逃亡者」（1991年） - おあきの父
- 源九郎旅日記 葵の暴れん坊 （1982年、東映 / ANB）
  - 第6話「駿府茶どころ父子みち」 - 喜左衛門
  - 第24話「地獄砦の用心棒」
- 松平右近事件帳 第19話 「生きていた夫」（1982年、ユニオン映画 / NTV） - 諏訪屋
- バッテンロボ丸 第34話「ボクは今日から忍者先生」（1983年、東映 / CX） - 園長
- メタルヒーローシリーズ（東映 / ANB）
  - 宇宙刑事シャリバン（1983年 - 1984年）  - 鈴木勝平
  - 機動刑事ジバン 第1話「僕のかわゆい少女ボス」、第2話「大好き! ナオトお兄ちゃん」（1989年） - 警官
  - 特警ウインスペクター 第28話「飛べ! 優子号」（1990年） - 老人ホームの老人
  - 特救指令ソルブレイン 第42話「グラブに誓う復讐」（1991年） - 遠山銀次郎（代議士）
  - 特捜エクシードラフト 第30話「狙われた護送作戦」（1992年） - 北島英一署長
  - 特捜ロボ ジャンパーソン 第12話「宅配ロボ大騒動」（1993年）  - 代議士
  - 重甲ビーファイター 第37話「サギるな用心棒」（1995年）  - 老人
- 女捜査官シリーズ（ABC / テレパック）
  - 新・女捜査官 第7話「刑事の初恋は夫殺しの美女!?」（1983年）
  - 女ふたり捜査官  第11話「はめられた刑事」（1986年）
- 太陽にほえろ!（NTV / 東宝）
  - 第581話「逃げない男」（1983年） - 屋台の店主
  - 第665話「殉職刑事たちよ、やすらかに」（1985年） - 警察学校寮長
  - 第704話「未亡人は十八才」（1986年） - 弔問客
  - 第715話「山さんからの伝言」（1986年） - 不動産屋
- 大河ドラマ（NHK）
  - 山河燃ゆ（1984年） - 阿南惟幾
  - 春の波涛（1985年） - 大隈重信
- 水曜ロードショー特別企画 / 素晴らしきサーカス野郎（1984年、NTV / ユニオン映画）
- 兄弟拳バイクロッサー（1985年、東映 / NTV） - 竹田大吉
- 長七郎江戸日記 (ユニオン映画 / NTV）
  - 第1シリーズ 第80話「桔梗、花一輪」（1985年）- 潮屋宗兵衛
  - 第2シリーズ 第39話「怠なれど愚ならず」（1989年）- 西海屋徳兵衛
- 私鉄沿線97分署 第38話「パパを恨むな! キャンピング!!」（1985年、国際放映 / ANB）
- 誇りの報酬 第21話「護送車が襲われた!」（1986年、東宝 / NTV） - 橋本管理人
- 12時間超ワイドドラマ / 徳川風雲録 御三家の野望（1986年1月2日、東映 / TX） - 吉田忠左衛門 役
- 月曜ドラマランド / 包丁人味平（1986年、東映 / CX）
- 水戸黄門（TBS / C.A.L）
  - 第16部 第22話「欲望渦巻く悪鬼の砦 -糸魚川-」（1986年） - 大野屋徳兵衛
  - 第18部 第19話「幸せ運んだ子守唄 -島原-」（1989年） - 赤木屋
  - 第20部 第34話「天誅!謎の虚無僧 -富山-」（1991年） - 成瀬頼母
  - 第23部 第35話「悪を狙う謎の虚無僧 -彦根-」（1995年） -  太郎作
  - 第24部 第27話「一陽来復 米沢の春 -米沢-」（1996年） -  儀平
  - 第25部 第11話「陰謀渦巻く淡路島 -洲本-」（1997年） - 与平
  - 水戸黄門外伝 かげろう忍法帖 第14話「紬の里の鴉退治 -飯田-」（1995年） - 九兵衛
- 火曜サスペンス劇場（NTV）
  - 観覧車は見ていた（1984年） - 刑事
  - 女からの眺め（1987年） - デパート守衛
  - 女監察医・室生亜季子 第3作「瀬戸内竹原殺人行」（1987年） - 富永益夫
  - 小京都ミステリー 第2作「飛騨高山連続殺人事件」（1990年） - 古美術商
  - 山岳ミステリー 第4作「津軽竜飛岬 風の殺意」（1991年、大映テレビ）
  - 身辺警護 第5作「骨つぼを持って真実を探し回る女、供述調書から消えた白い手袋の謎」（2000年） - 安本寛太郎
  - 弁護士・朝日岳之助 第16作「緊急発砲」（2001年） - 住職
- 少年（1986年10月25日、NHK）
- あぶない刑事 第27話「魔性」（1987年、NTV） - マンション管理人
- 三匹が斬る! 第2話「花一輪、雨も上がるか中山道」（1987年、ANB）
- 大都会25時・千草警察事件ファイル 第14話「よみがえる殺意! 復讐はタンゴにのって」（1987年、東映 / ANB）
- 傑作時代劇 第2話「五瓣の椿 焼死体をすり替えた美女の謎」、第3話「五瓣の椿 白い肌に秘めた復讐の簪」（1987年、ANB）
- さすらい刑事旅情編 （ANB / 東映）
  - さすらい刑事旅情編 III 第9話「横浜鶴見線最終電車から消えた女」（1988年）
  - さすらい刑事旅情編 IV 第15話「昼下がりの山手線・殺人を予言した女」（1992年）
- 歴史サスペンス 隠密・奥の細道  第17話「眠れる美女の恋唄」（1989年、TX）
- 刑事貴族 第1話「その時、狼は目覚めた」（1990年、NTV） - 飯塚
- 鬼平犯科帳 第1シリーズ 第21話「敵」（1990年、CX） - 花屋利兵衛
- 名奉行 遠山の金さん （ANB / 東映）
  - 第1シリーズ 第5話「闇のおんな仕事人」（1988年）- 羽黒屋仁兵衛
  - 第3シリーズ 第5話「罠に落ちた女の涙」（1990年）- 東作
- はぐれ刑事純情派（ANB / 東映）
  - 第3シリーズ 第17話「京都殺人風景の女・形見の拳銃」（1990年）
  - 第6シリーズ 第9話「コンビニ強盗・噂で強請られた女」（1993年） - 沢田一太郎
- お助け同心が行く! 第5話「眠れる美女」（1993年、Gカンパニー / TX）
- HOTEL 第4シリーズ 第3話「歓迎ホームレス様」（1995年、TBS / 近藤照男プロダクション） - ホームレス
- 月曜ドラマスペシャル→月曜ミステリー劇場（TBS）
  - 十津川警部シリーズ 第9作「松島・蔵王殺人事件」（1995年） - 富岡正太郎
  - 弁護士高見沢響子 第5作（2002年、TBS） - 須藤
- ウルトラマンダイナ 第20話「少年宇宙人」（1998年、円谷プロ / MBS） - 酒屋の主人
- 金曜エンタテイメント / サラリーマン刑事 第1作（1998年、共同テレビ / CX） - 沖田由美の実家の隣人
- 大岡越前 第15部 第16話「髪結い姉妹の殺意」（1999年、TBS / C.A.L） - 甚助
- 水曜ドラマ / レッツ・ゴー!永田町（2001年、泉放送制作 / NTV） - ローストチキン屋店長
- 渡辺謙の御家人斬九郎 ファイナルシリーズ 第9話「冬木町の女」（2002年映像京都 / CX）
- さすらい署長 風間昭平
  - 第2作「こまち田沢湖殺人事件」（2004年） - 角館観光タクシー社長

### オリジナルビデオ
- 赤詐欺師「ハメたが勝ち!」看護婦攻略法（1995年）
- ウルトラセブン誕生30周年記念3部作 第3話「太陽の背信」（1998年、円谷プロ / VAP） - 稲田栄二郎

### ゲーム
- 巨人のドシン（1999年、任天堂〈NINTENDO 64〉） - ソドル（声）